# محاصره اوداوارا (۱۵۹۰)
محاصره اوداوارا (به ژاپنی: 小田原征伐 Odawara seibatsu) در ۱۵۹۰ میلادی صورت گرفت. تویوتومی هیده‌یوشی برای از بین بردن خاندان هوجو که آن را تهدیدی برای قدرت خود می‌دانست، این محاصره را انجام داد.

## تاریخچه
این سومین باری بود که قلعه اوداوارا در دوره سنگوکو به محاصره درمی‌آمد. دو محاصره قبلی عبارتند از:
- محاصره اوداوارا (۱۵۶۱) یک محاصره دوماهه توسط اوئه‌سوگی کنشین بود که هنگام تهدید سرزمین‌های کنشین توسط تاکدا شینگن متوقف شد.
- محاصره اوداوارا (۱۵۶۹) یک محاصره سه روزه بود که توسط تاکدا شینگن انجام شد و شکست خورد.

## علت شروع محاصره
پس از نابودی خاندان تاکدا در سال ۱۵۸۲، خاندان سانادا و خاندان هوجوی اخیر، که پس از شورش تنشو جینگو به استقلال رسیده بودند، بر سر سرزمین‌های نوماتا، گونما و آزوما جنگیدند. این قلعه به عنوان پشتیبان قلعه نوماتا بود و سپاه خاندان هوجوی اخیر که به آن حمله کرده بود از آن عقب رانده شد.

### حادثه قلعه ناگورومی
در پانزدهمین سال از دوره تنشو برابر با ۱۵۸۷ میلادی، تویوتومی هیده‌یوشی با صدور فرمان توقف نزاع، نبردهای خصوصی بین دایمیوها را ممنوع کرد و تمامی خاندان‌ها از جمله خاندان توکوگاوا، خاندان هوجوی اخیر و خاندان سانادا همگی تحت تسلط هیده‌یوشی قرار گرفتند.
اختلاف در مورد مالکیت قلمروی نوماتا در هفدهمین سال از دوره تنشو مورد قضاوت قرار گرفت، و یک سوم از کل منطقه شامل قلعه ناگورومی، که سانادا ماسایوکی ادعا می‌کرد «سرزمین مقبره‌های اجدادی» خاندان سانادا است، قلمروی سانادا شد، و بقیه منطقه به مرکزیت قلعه نوماتا که دو سوم منطقه را تشکیل می‌داد به عنوان قلمروی هوجو تعیین شد. در ژوئیه همان سال، تسودا موری‌تسوگی و تومیتا ایپاکو ملازمان هیده‌یوشی و ملازم توکوگاوا ایه‌یاسو، ساکاکی‌بارا یاسوماسا به نوماتا فرستاده شدند و قلعه نوماتا به خاندان هوجو تحویل داده شد.
در روز سوم از ماه یازدهم همان سال اینوماتا کونینوری ملازم خاندان هوجو با فریب دادن ملازم خاندان سانادا، سوزوکی شیگه‌نوری موفق شد قلعه ناگورومی را تصرف کند. رهبر خاندان سانادا، سانادا ماسایوکی از طریق توکوگاوا ایه‌یاسو، شکایت نامهٔ خود را در مورد تصرف این قلعه به تویوتومی هیده‌یوشی رساند. هیده‌یوشی حق را به خاندان سانادا داد و به خاندان هوجو دستور داد تا قلعه را بازپس دهد اما خاندان هوجو از این دستور پیروی نکرد. پس از آن در ماه سوم سال ۱۵۹۰ هیده‌یوشی برای مجازات و شکست خاندان هوجو لشکرکشی و محاصره قلعه اصلی این خاندان را انجام داد.

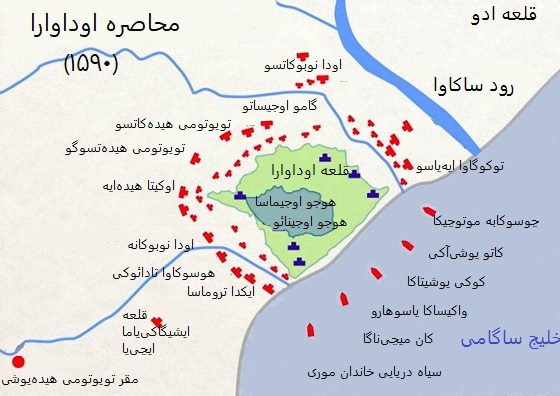
نقشه محاصره اوداوارا و محل استقرار فرماندهان نامدار

## جلوگیری از خستگی سربازان

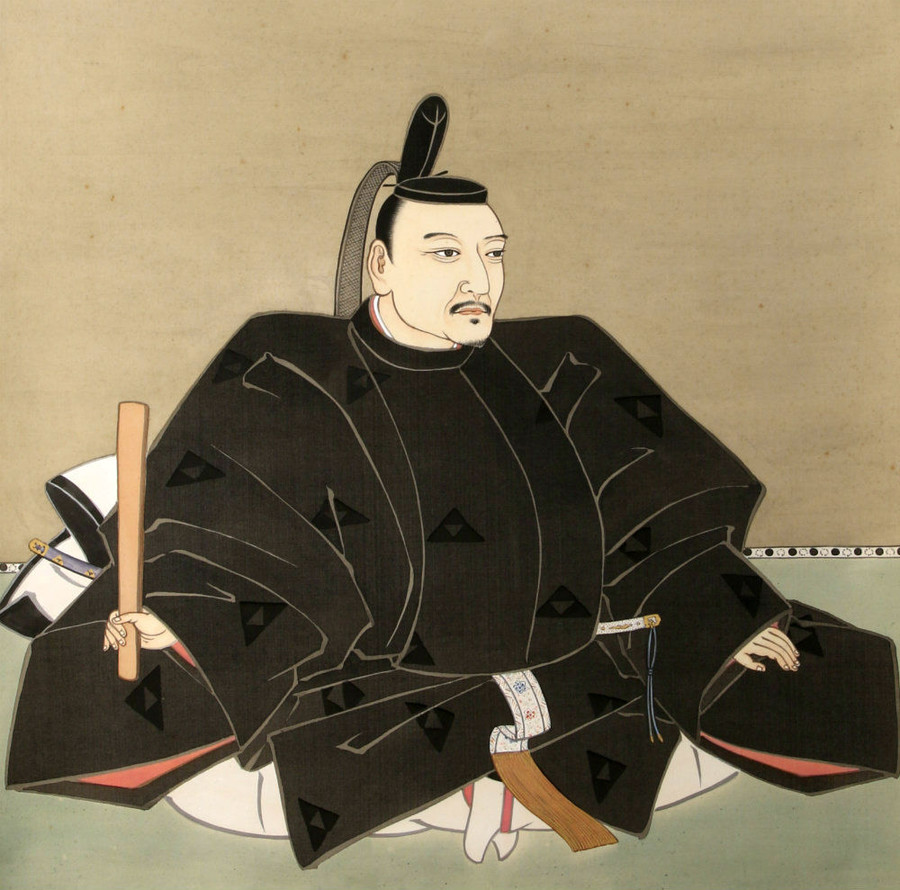
هوجو اوجیماسا چهارمین رهبر خاندان هوجوی اخیر و دایمیوی قلعه اوداوارا بود. وی پس از شکست در برابر هیده‌یوشی در پی محاصره اوداوارا، هاراکیری کرد.

این محاصره از ماه مه آغاز شد و عمدتاً محدود به تیراندازی بود و بیشتر سربازان فقط باید مواظب این بودند که چه کسی از قلعه خارج می‌شود و این امر محاصره را به نبردی کسل کننده تبدیل کرد؛ بنابراین، با گذشت زمان، به علت خستگی فرار کردن سربازان از اردوگاه هیده‌یوشی رو به افزایش گذاشت.
هیده‌یوشی می‌دانست که نباید از این وضعیت غافل شود و اقدام فوری به عمل آورد. او ابتدا به دایمیوها (اربابان فئودالی) گفت که همسرانشان را به منطقه محاصره فراخوانی کنند و او خود چاچا (همسر محبوبش) را فراخواند.
سپس، هر یک از دایمیوها عمارتی را بنا نهادند تا با طی کردن زندگی روزمره به راحتی زندگی کنند و خود هیده‌یوشی نیز عمارتی با اتاق چای و سالن ضیافت ساخت.
هیده‌یوشی در طی محاصره ضیافت‌هایی ترتیب می‌داد، استاد مراسم چای سن نو ریکیو را به مهمانی چای دعوت کرد تا همراه با مراسم چای با اجرای نمایش نو (تئاتر) موجب سرگرمی دایمیوها شود.
همچنین با ساختن یک منطقه تفریحی در اطراف اردوگاه برای سربازان امکان ایجاد استراحت را در هر زمان فراهم کرده بود.
در منطقه در حدود ۱۵۰٬۰۰۰ سرباز جمع شده بودند، بنابراین فاحشه‌هایی که از آنها به عنوان میهمان استفاده می‌کردند، در محل جمع شده و کلبه‌هایی ایجاد کردند.
بازرگانان کیوتو علاوه بر مواد غذایی مانند برنج و سبزیجات، محل‌های فروشی را برای فروش محصولات عالی مانند پارچه‌های ابریشمی تأسیس کرده و محصولات کمیاب خریداری شده از چین، کره (کشور) و نانبان در این بازار پر جنب و جوش عرضه می‌شد.
هیده‌یوشی همچنین برای سربازان سرگرمی‌هایی مانند رقص، موسیقی و ساکی (مشروب) ارائه می‌داد تا از کم شدن تعداد سربازان به دلیل ملال جلوگیری کند. هیده‌یوشی بدین ترتیب سیستمی ساخت که حتی اگر این محاصره برای یک یا دو سال ادامه می‌یافت، اهمیتی برای او نداشت.
به این ترتیب، سعی داشت امید خاندان هوجو را که اگر در قلعه باقی بماند و محاصره به طول بینجامد، روحیه ارتش هیده‌یوشی فرو خواهد ریخت و عقب‌نشینی خواهد کرد، را از بین ببرد.
از طرف دیگر، سربازان داخل قلعه اوداوارا نیز مدتی در روحیه بالایی قرار داشتند.
شب‌ها آتش در هر گوشه روشن می‌شد و وضعیت مانند روز روشن بود. سربازان نگهبانان خود را در شیفت ۲۴ ساعته نگه می‌داشتند و به هیده‌یوشی فرصت نفوذ و حمله را نمی‌دادند و هنگامی که آنها از کار خود خارج می‌شدند، با گو (بازی)، شوگی و سوگوروکو بازی می‌کردند و همچنین ضیافت‌ها و مهمانی‌های چای همراه با اجرای موسیقی برگزار می‌شد تا سربازان خسته نشوند.
علاوه بر این، گفته می‌شود که داخل منطقه محاصره شده نیز هر روز بازار به دلیل تهیه وسایل زیادی که از قبل آماده شده بود، راه اندازی می‌شد و سربازان و غیر رزمندگان از خرید به همان اندازه لذت می‌بردند و هیچ‌کس گرسنه نبود.
خاندان هوجو، یک خاندان سامورایی بود که ۹۰ سال در منطقه کانتو حاکم بود، بنابراین در زمینه مدیریت در زمان محاصره قلعه تجربه داشت و برای مدتی در برابر فشار هیده‌یوشی توانست مقاومت کند.

## سقوط پی‌درپی قلعه‌های دیگر
از طرف دیگر، در مناطقی غیر از قلعه اوداوارا در منطقه کانتو، ارتش هیده‌یوشی، سپاه خاندان هوجو را تحت فشار قرار داده بود.
سپاه جداگانه هوندا تاداکاتسو نخست قلعه ادو را متصرف شدند و پس از آن ده‌ها قلعه را در منطقه تحت کنترل گرفتند. سپس با اضافه شدن نیروهای کمکی، در ۲۲ آوریل، ۲۰٬۰۰۰ سرباز به نقطه اصلی ولایت موساشی، قلعه ایواتسوکی حمله کرده و این قلعه را متصرف شدند.

### سقوط قلعه نیرایاما ‏
ابتدا در حالی که هوجو اوجینوری همراه با ۳۶۰۰ سرباز در حالت دفاع از قلعه نیرایاما ‏ بود با تویوتومی هیده‌یوشی مذاکره شد که به نتیجه نرسید.
قلعه با استحکامات سبک غربی به خوبی مستحکم شده بود و در چهار تپه مجاور دارای قلعه‌های پشتیبانی کننده بود. به همین سبب علیرغم اینکه قلعه توسط یک ارتش بزرگ ۴۴۰۰۰ نفری هیده‌یوشی، به فرماندهی اودا نوبوکاتسو مورد حمله قرار گرفت، سقوط نکرد.
رهبران دیگر این حمله هوسوکاوا تادائوکی، فوکوشیما ماسانوری و گامو اوجیساتو بودند، بنابراین با اینکه جنگ سالاران بسیار خوبی در ا ین حمله شرکت داشتند هوجو اوجینوری توانست از قلعه محافظت کند.
سرانجام، توکوگاوا ایه‌یاسو، که به هوجو اوجینوری نزدیک بود، یک پیام‌رسان پیش او ارسال کرد که «قلعه‌ها در مناطق مختلف کانتو از قبل سقوط کرده‌اند و قلعه اوداوارا نیز در معرض خطر است، بنابراین شما باید قلعه نیرایاما را ترک کنید و وارد اوداوارا شوید و تمام تلاش خود را برای هوجو اوجیماسا و پسرش هوجو اوجینائو (داماد توکوگاوا ایه‌یاسو) انجام دهید.» و سرانجام توانست وی را قانع کند.
هوجو اوجینوری این پیشنهاد را پذیرفت و قلعه را در ۲۴ ژوئن به توکوگاوا ایه‌یاسو تسلیم کرد.

## تکمیل قلعه ایشیگاکی‌یاما ایچی‌یا
در تاریخ ۲۶ ژوئن، قلعه ایشیگاکی‌یاما ایچی‌یا، تکمیل شد و بر فراز کوه ایشیگاکی شکوه خود را به ساکنان قلعه اوداوارا نشان داد. قلعه ایشیگاکی‌یاما ایچی‌یا یکی از مشهورترین و مهمترین قلعه‌هایی است که توسط تویوتومی هیده‌یوشی ساخته شده‌است. داته ماسامونه برای اولین بار در این قلعه با هیده‌یوشی ملاقات کرده و به تابعیت وی درآمد.
قلعه ایچی‌یا به معنی قلعه «یک شبه» است که اشاره به ساخت سریع این قلعه در زمانی کوتاه دارد. از آنجا که کوه ایشیگاکی در زمین مشرف به قلعه اوداوارا قرار داشت، ساخت چنین قلعه ای تأثیر قابل توجهی در تخریب روحیه مدافعان قلعه اوداوارا داشت.
به این ترتیب، هیده‌یوشی با به نمایش گذاشتن قدرت خود انگیزه مدافعان قلعه را از ادامهٔ دفاع از قلعه اوداوارا از بین برد.